# Bunraku (film)
Bunraku este un film de acțiune cu arte marțiale din 2011 scris și regizat de Guy Moshe pe baza unei povestiri de Boaz Davidson. În film interpretează Josh Hartnett, Demi Moore, Woody Harrelson, Ron Perlman, Kevin McKidd și Gackt. Titlul filmului este inspirat din numele teatrului tradițional de păpuși din Japonia vechi de 400 de ani.

## Distribuție
- Josh Hartnett este Străinul
- Woody Harrelson este Barmanul

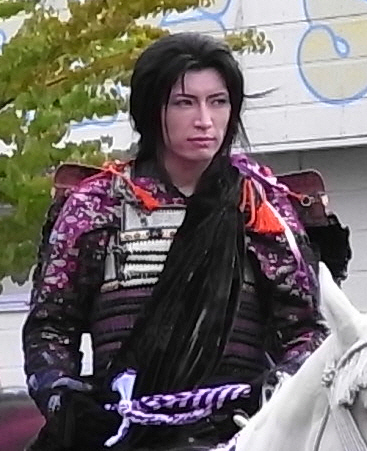
Gackt

- Gackt este Yoshi, un luptător din Japonia
- Kevin McKidd este Ucigașul nr. 2, locotenentul lui Nicola
- Ron Perlman este Nicola Woodcutter, șeful mafiei de pe Coasta de Est și un puternic luptător
- Demi Moore este Alexandra, o curtezană
- Shun Sugata este Unchiul lui Yoshi
- Jordi Molla este Valentine
- Emily Kaiho este Momoko, verișoara lui Yoshi

## Producție
Filmările au început pe 17 aprilie 2008 cu un buget de 25 de milioane $ și au durat timp de 12 săptămâni la Studiourile MediaPro pe platoul de la Buftea.
1. ↑   http://www.filmaffinity.com/en/film134050.html, accesat în 19 aprilie 2016 Lipsește sau este vid: |title= (ajutor)
2. ↑   http://www.metacritic.com/movie/bunraku, accesat în 19 aprilie 2016 Lipsește sau este vid: |title= (ajutor)
3. ↑   http://www.imdb.com/title/tt1181795/, accesat în 19 aprilie 2016 Lipsește sau este vid: |title= (ajutor)